# Kepler-107
Kepler-107 là một ngôi sao loại G thuộc chòm sao Thiên Nga được phát hiện năm 2014. Ngôi sao này có 4 hành tinh Kepler-107b, c, d và cả e.

## Hệ thống hành tinh
| Thiên thể đồng hành (thứ tự từ ngôi sao ra) | Khối lượng                | Bán trục lớn (AU) | Chu kỳ quỹ đạo (ngày)  | Độ lệch tâm | Độ nghiêng         | Bán kính                   |
| ------------------------------------------- | ------------------------- | ----------------- | ---------------------- | ----------- | ------------------ | -------------------------- |
| b                                           | 0.01167 MJ→3.51 ± 1.52 M🜨 | 0.04232           | 3.1800218 ± 2.9 × 10–6 | 0           | 89.05 ± 0.67°      | 0.1392 RJ→1.536 ± 0.025 R🜨 |
| c                                           | 0.0133 MJ→9.39 ± 1.77 M🜨  | 0.05647           | 4.901452 ± 1.0 × 10–5  | 0           | 89.49 +0.44 −0.34° | 0.161 RJ→1.597 ± 0.026 R🜨  |
| d                                           | < 0.00371 MJ→ < 3.8 M🜨    | 0.078             | 7.95839 ± 1.2 × 10–4   | 0           | 87.55 +0.48 −0.64° | 0.0955 RJ→0.86 ± 0.06 R🜨   |
| e                                           | 0.0360 MJ→8.6 ± 3.6 M🜨    | 0.1177            | 14.749143 ± 1.9 × 10–5 | 0           | 89.67 ± 0.22°      | 0.308 RJ→2.903 ± 0.035 R🜨  |